# NuSTAR
NuSTAR je kosmická sonda nesoucí teleskop, který zaznamenává rentgenové záření. Sonda pracuje v rozmezí 3 až 79 keV. Název sondy je akronym z anglického pojmenování Nuclear Spectroscopic Telescope Array.
NuSTAR je jedenáctou misí NASA v rámci programu satelitů Small Explorer (SMEX-11) a má pořadové číslo Explorer-93 v rámci programu Explorer. Jedná se o první misi kosmického teleskopu zaměřeného na snímání rentgenového záření vyšších energií na kvalitnější úrovni, než bylo pozorování rentgenové observatoře Chandra a XMM-Newton z roku 1999. Sonda byla vypuštěna 13. června 2012 (start byl z důvodu softwarových problémů zařízení odložen z původního termínu 21. března 2012). Primárním cílem je získávat data z pozorování velmi vzdálených galaktických výdutí a obřích černých děr o rozměrech miliardkrát větších než je Slunce, ať se nachází v Galaxii v Andromedě, nebo také v oblastech, které pozorovaly sondy Chandra, Hubblův dalekohled a Spitzerův dalekohled. Cílem mise je také zjistit, jakým způsobem jsou částice urychlovány při emitaci za vysokých energií. Hlubší poznání těchto procesů má vést k pochopení toho, jak vznikají prvky během explozí velmi masivních umírajících hvězd a supernov. Rozložení prvků v časoprostoru vesmíru se odhaduje pomocí pozorování pozůstatků, které jsou nazvány "zbytky supernov" (SNR - supernova remnant). Po naplnění dvouleté plánovené délky mise zůstala sonda funkční i v dalších letech.

## Historie
Předchozí mise HEFT (High Energy Focusing Telescope) byla verze s meteorologickými balóny, která nesla teleskopy a detektory sestavené za použití podobných metod. V únoru roku 2003, vydala NASA oznámení o příležitosti na navázaní ve vývoji Programu Explorer. V rámci této příležitosti byl v květnu založen NuSTAR, jako jeden z 36 navrhovaných misí. Počáteční koncept se snažil o to být desátou a jedenáctou misí programu Small Explorer. V listopadu NASA vybrala NuSTAR a čtyři další návrhy na studii proveditelnosti trvající pět měsíců.
V lednu 2005 byla sonda NuSTAR vybrána NASA na zkušební let po jednom roce výzkumu. Program byl zrušen v únoru roku 2006, což vedlo k zastavení financování projektu za rok 2007 ze strany NASA. 21. září 2007 bylo oznámeno navrácení se k vývoji programu s předpokládaným startem v srpnu 2011; toto datum bylo později posunuto na červen 2012.
Sonda vznikala ve spolupráci Kalifornské univerzity v Berkeley, JPL, Kolumbijské univerzity, Goddardova kosmického střediska, Stanfordovy univerzity, Kalifornské univerzity, Santa Cruz, Sonoma State University, Lawrence Livermore National Laboratory, a Italské kosmické agentury (ASI). Dále také s DTU (Technical University of Denmark) a dohled nad projektem zaručuje Fiona A. Harrison z Caltechu. Hlavními technickými podporovateli jsou organizace Orbital Sciences Corporation a Orbital ATK.

## Vypuštění sondy
Vyslání sondy (o hmotnosti celkem 350 kg) na raketě Pegasus XL do vesmíru bylo smluvně zajištěno s Orbital Sciences Corporation na 21. března 2012. Vyslání bylo nakonec posunuto z důvodu komplikací s letovým softwarem v počítači používaném při vypouštění sondy do vesmíru. Start byl úspěšně proveden v čase 16:00:37 UTC v den 13. června 2012 kolem 117 námořních míl jižně od atolu Kwajalein. Raketa Pegasus byla za letu svržena z přístroje L-1011 'Stargazer'. Následně 22. června bylo potvrzeno úspěšné rozložení 10 metrů dlouhé jeřábové konstrukce v prostředí kosmu.

## Přístroje

### Optické přístroje
Na rozdíl od teleskopů zaměřených na vlnění viditelného světla, u kterých jsou používána zrcadla, nebo také čočky s kolmým dopadem. NuSTAR využívá proměnné ohniskové vzdálenosti, s kterou je možno manipulovat, kdy právě předchozí sondy měly ohniskovou vzdálenost pevně danou a statickou. Tím je opticky lépe schopna zaměřit na zdroj rentgenového záření. Pro tento mechanismus jsou využity dvě optiky o způsobu (tzv. wolterova teleskopu) s ohniskovou vzdáleností až 10.15 metrů, umístěné na koncích dlouhého rozkládajícího se stožáru. Za užití systému laserové metrologie se determinuje přesná pozice optiky ohniskové vzdálenosti v jakémkoliv okamžiku, takže každý zachycený foton může být zmapován zpět ke konkrétnímu astrofyzikálnímu zdroji na obloze. I při pohybu, kdy se napojená optika a expoziční komora, pohybují každá relativně zvlášť jedna od druhé při prováděné expozici snímků na oběžné dráze. Právě samotné až deset metrů dlouhé rameno stabilně propojující obě části napomáhá k zaostřování prodlouženou ohniskovou vzdáleností.
Každá ze tří zaměřovacích optik se skládá až z 133 do sebe vložených skleněných koncetrických válců s obalovou částí. Tedy konkrétní zlepšení je, že tyto komory jsou kryty více vrstvami (ovlivňující různé úrovně tenkých vrstev a materiálu o nízké hustotě) z W/Si na NuSTAR složené z Pt/SiC. Složení umožňuje odrazivost o energii 79 keV (platinovou K-edge). Optika byla vyprodukována na Goddardově kosmickém středisku, zahříváním tenké 210 µm široké plochy flexibilního skla v peci. Jednotlivé optiky propadnou přes přesně vyleštěné válcové křemenné trny s příslušným poloměrem. Povlaky byly aplikovány skupinou na Dánské technické univerzitě (DTU).
Kryty byly složeny do celku v laboratořích Nevis, Kolumbijské univerzity za použití grafitových distančních obrobených vrstev přístrojů na uzavření skla do kuželového tvaru, které drží pohromadě epoxid. Je využito celkem 4680 zrcadel (65 vnitřních vrstev každá komprimující šest segmentů a 65 vnějších vrstev komprimující 12 segmentů), na pět distančních podložek na segmentu. Zpevnění epoxidu zabere 24 hodin a jeden kryt je sestrojen za den, zabralo to celkem až čtyři měsíce na sestavení jedné celé optiky.
Očekávaný bod rozšiřující se funkce pro letová zrcadla je 43 oblouků, což udává bod o velikosti 2 milimetrů na ohniskové ploše. Výsledkem je překvapivě dobré rozlišení pro zaměření na komplikované optice zachytávající rentgenové záření, Snímky NuStar mají lepší kvalitu s citlivostí až 500 násobnou, než na do té doby nejlépe dosaženém rozlišení dlouhých vlnových délek na rentgenové observatoři Chandra. Nyní se také očekává využití možného sloučení dat s pozorováním z Teleskopu Jamese Webba, který by měl přinést nové poznatky v rámci pozorování viditelného světla.

### Detektory
Každá zaostřující optika má svou vlastní ohniskovou plochu skládající se z pevného CdZnTe (CZT – cadmium zinc telluride) pixelového detektoru. Ten je obklopen CsI štítem s protiklíčem. Jedna detekční jednotka (ohnisková plocha) má v sobě zakomponované čtyři (2 x 2) detektory, vyráběny z produktů na udržení výkonu kolem eV. Každý detektor je obdélníkový krystal rozměru 20 mm x 20 mm a je tlustý ~2 mm, do kterého byly vloženy mřížky 32 x 32, 0.6 mm pixelů (každý pixel leží pod obloukem 12.3´) a to zabezpečuje 12´ obloukové pole pozorovací plochy na každém modulu ohniskové plochy.

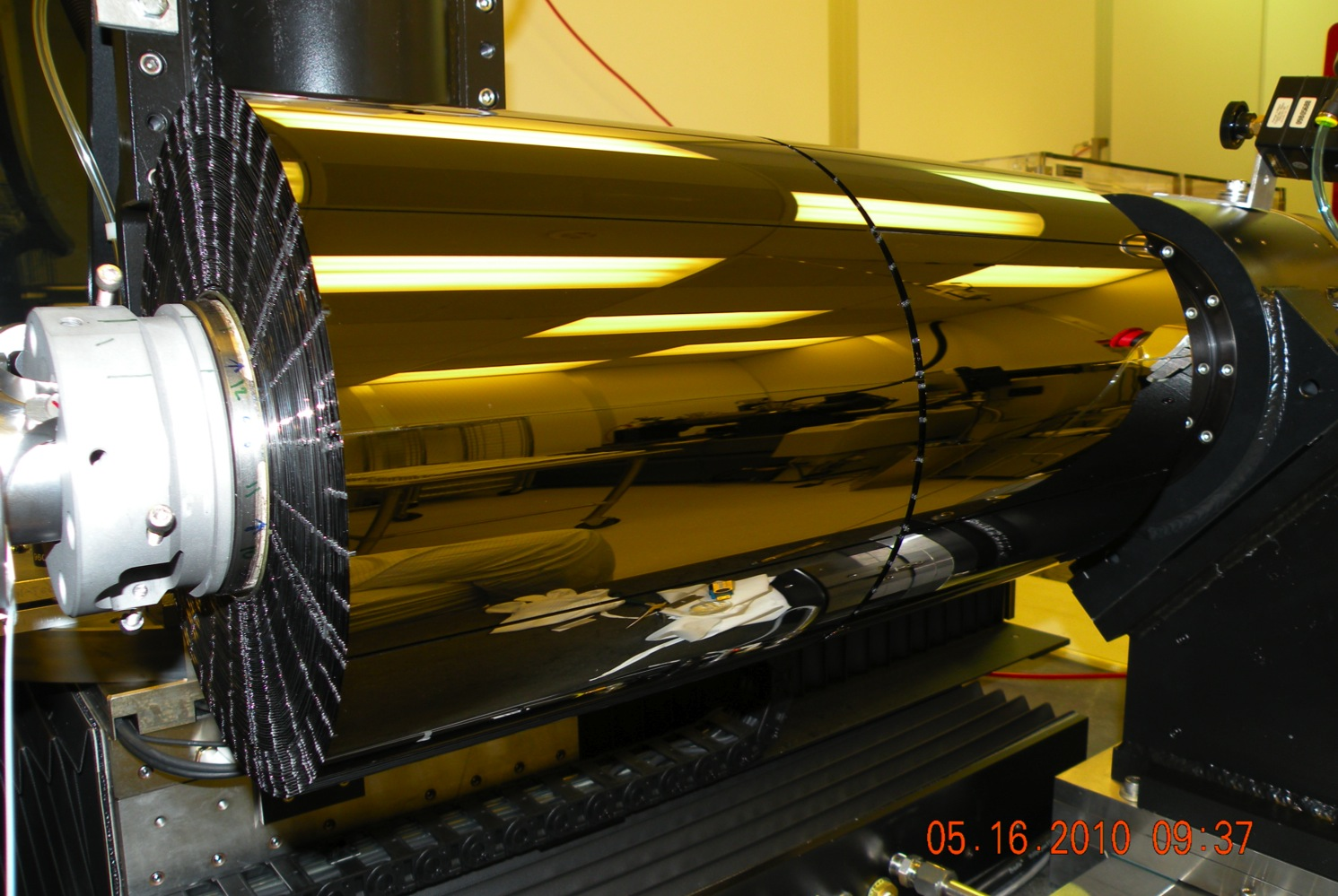
Část složených zrcadel sondy NuSTAR pro detekci rentgenového záření

CZT detektory jsou udržovány v pokojové teplotě pro správné fungování polovodičů. Ty efektivně mění rychlé fotony o vysoké energii na elektrony. Elektrony jsou digitálně nahrávány za užití vytvořených ASICs (Application Specific Integrated Circuits), navržených týmem FP team NuSTAR od Caltechu. Jednotlivé pixely mají samostatný diskriminační a individuální interakce s rentgenovým zářením, který spouští proces čtení. Palubní procesory sondy, jeden pro každý teleskop, identifikují řádek a sloupec s největší výškou impulsu a čtení informací. Tedy získává data z tohoto pixelu, stejně tak i z osmi sousedních pixelů. Čas události je zaznamenán s přesností dvou μs relativně k palubním hodinám. Zjištění polohy události, energie, hloubka interakcí v detektoru jsou kalkulovány a zpracovány z celku o těchto devíti-pixelech.
Ohniskové plochy jsou kryty krystaly CsI (Jodidem cesným), kterými jsou obložené uzavřené detektory. Krystalové krytí, doslova vyrostlé od Saint-Gobain, registrují vysoko-energetické fotony a kosmické záření, které prochází přes ohniskovou plochu ze různých směrů odlišných od směru optické osy NuSTAR. Takové události jsou primárně rušivým pozadím pro NuSTAR a musí být správně identifikovány a odečteny za účelem identifikace rychlých fotonů o vysoké energii z kosmických zdrojů. Aktivní štít sondy NuSTAR zabezpečuje, že jsou ignorovány jakékoliv události na tomto štítu shodné s událostmi na CZT detektoru.

## Souhrn mise

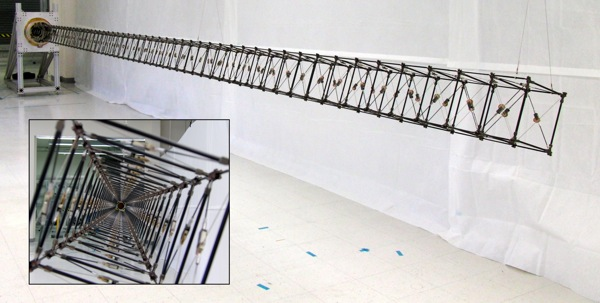
Rozvinutá kostra satelitu NuSTAR

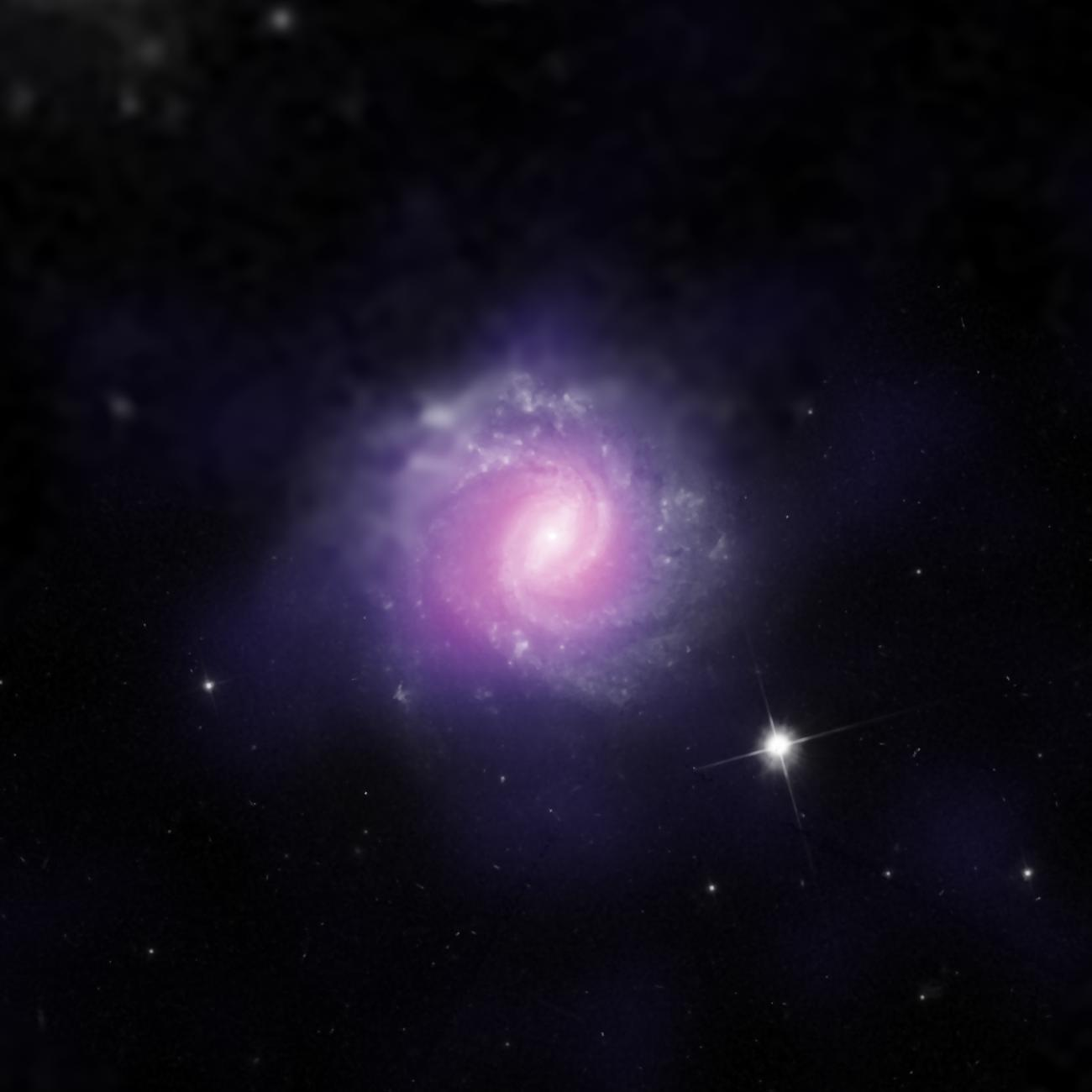
Galaxie IC 3639 a její aktivní oblast v galaktické výduti pozorována sondou NuSTAR

Sonda NuSTAR se od svého startu prokázala být všestranným nástrojem a otevřela obzory novým objevům v oblasti astrofyziky.

## Měření rotace obřích černých děr
V únoru 2013 NASA vydala zprávu o NuSTAR, společně s vesmírnou observatoří XMM-Newton měřila výšku spinu obří černé díry v centru galaxie NGC 1365.

## Sledování radioaktivity v zbytcích po supernově
Hlavním cílem NuSTAR je charakterizovat exploze a to mapováním materiálu emitujícího radioaktivní záření ve zbytcích supernov (SNR). Zmapovaná oblast Cassiopeia A od sondy NuSTAR ukázala přítomnost koncentrace isotopu titanium-44, shlukující se v centru zbytků po vybuchlé supernově. Tyto poznatky mohou vést k většímu pochopení, jakým konkrétním scénářem hvězda explodovala. Když výzkumníci s počítači simulovali výbuch a kolaps supernovy u velmi masivních hvězd, tak vlna způsobená výbuchem často stála a hvězda se neroztříštila. Poslední zjištění silně dokazují, jak hvězda jen doslova přetekla. Poté znovu zesílila zastavenou rázovou vlnu, což ve výsledku umožňuje u hvězdy konečně odstartovat roztažení a explozi své vnější vrstvy. U Stavů, kdy se při vývoji hvězd stává z hvězdy supernova jsou současně startovány procesy ovlivňující jádro konkrétní hvězdy, měnící jej na neutronovou hvězdu, nebo také hyperonovou hvězdu. Nicméně s tím spojené procesy zatím nejsou příliš známy. Neutronové hvězdy, které následně rotují o ohromných rychlostech jsou známy jako pulsary, nebo také teoretické magnetary. Existují další hypotetické druhy hvězd vznikající při hroucení supernov při neprobádaných procesech a nejsou zatím prokázané podrobným výzkumem jako například Kvarková hvězda, nebo také Preonové hvězdy. O existenci kvarkových hvězd se vedou debaty a již existuje i domněnka, o zpozorování kvarkové hvězdy.

## Blízké obří černé díry
V lednu 2017, výzkumníci z University Durham a University z Southampton, za společné koalice agentur využití dat z NuSTAR, oznámili objev obří černé díry v centru blízké galaxie NGC 1448 a IC 3639.

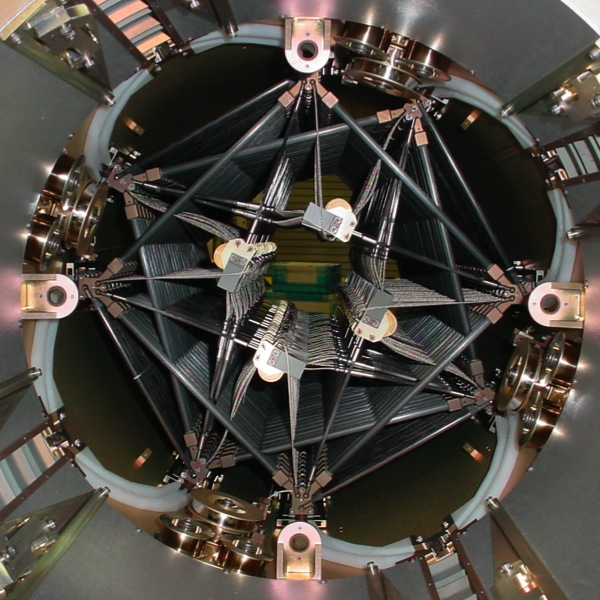
Složená součást NuSTAR, která měla být rozložena
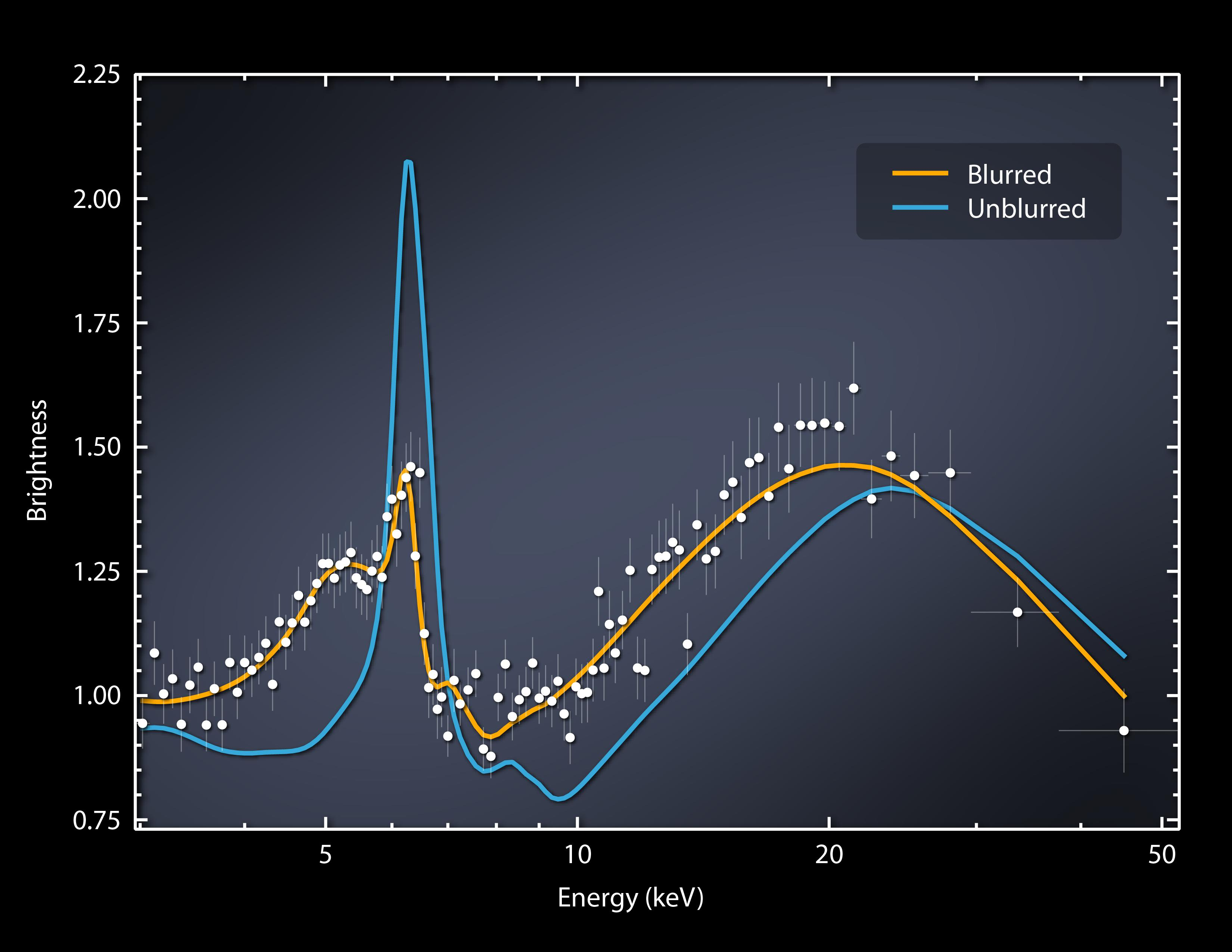
Graf sestavený ze sledování černé díry satelitem NuSTAR. Jsou zde viditelné výkyvy předpokládané pozorováním obíhající korony, nebo také akrečního disku u černé díry
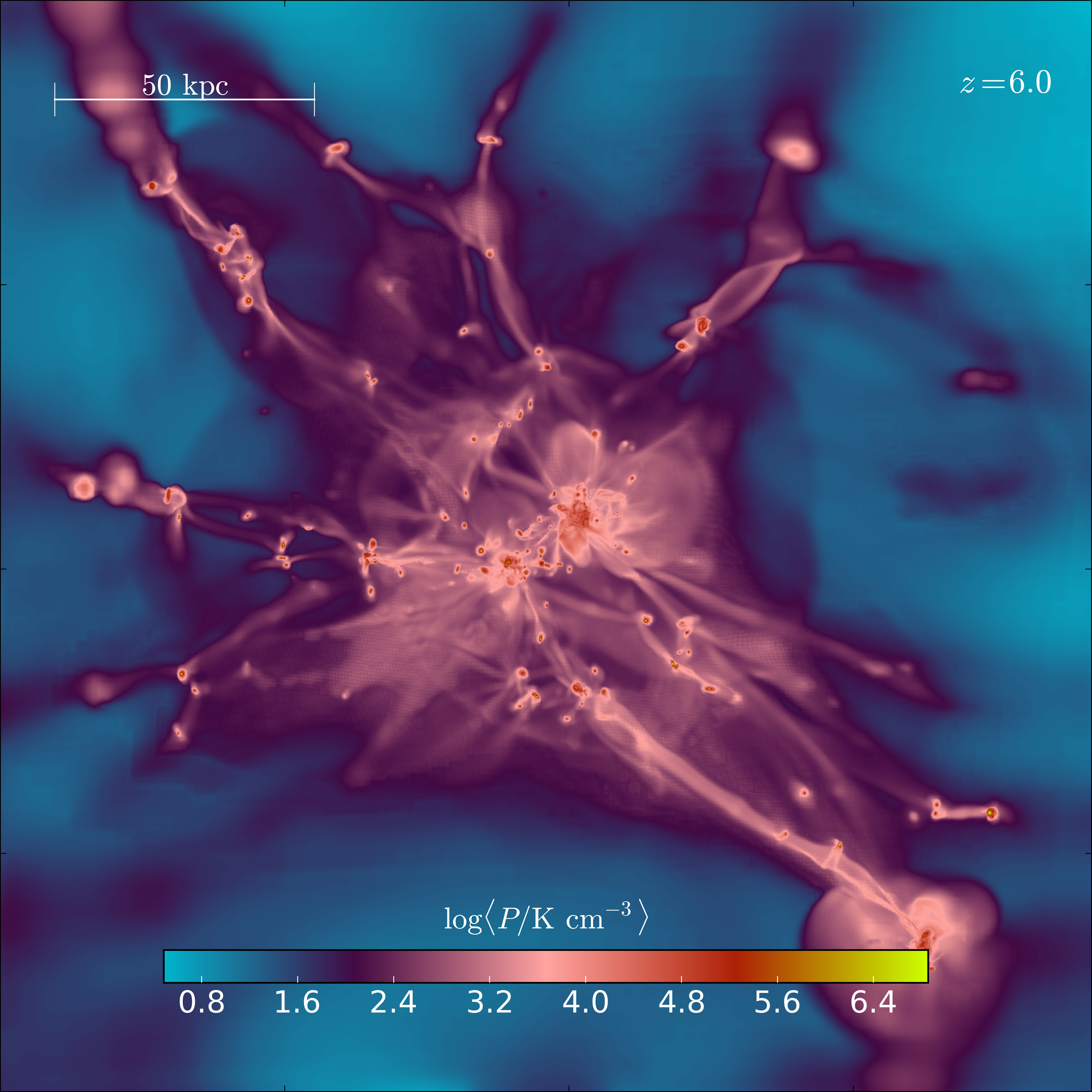
Simulace prvotních galaxií a jejich formace, ve velmi brzké době po předpokládaném Velkém třesku